# Protestas en Guangxi de 2010
Las protestas en Guangxi de 2010 comenzaron cuando los aldeanos se quejaron por la contaminación creada por la fábrica de aluminio local. Estalló una protesta en una de las aldeas de Guangxi, República Popular de China.

## Eventos
Según un funcionario del departamento de publicidad del gobierno del condado de Chiping, los habitantes del pueblo han estado descontentos durante mucho tiempo debido a la contaminación por aluminio de la planta. En particular, la gente de zhuang se ha quejado. El evento comenzó inicialmente el 11 de julio de 2010.
Más de 1000 aldeanos marcharon por las calles del condado de Jingxi de la región autónoma de Guangxi. El 13 de julio, casi todos los residentes de la aldea de Lingwan participaron en el bloqueo de la carretera al condado de Jingxi. Algunos aldeanos arrojaron piedras a la policía. Un funcionario del gobierno fue golpeado por piedras y enviado al hospital. También obstruyeron la puerta de la planta y dañaron algunas instalaciones de producción. Después del enfrentamiento murieron 3 personas, 18 resultaron heridas. Cerca de 1000 policías estaban en el lugar para controlar la situación.